# Cantón de Lembeye
El cantón de Lembeye era una división administrativa francesa, situada en el departamento de los Pirineos Atlánticos y la región Aquitania.

## Composición
El cantón de Lembeye agrupaba 31 comunas:
- Anoye
- Arricau-Bordes
- Arrosès
- Aurions-Idernes
- Bassillon-Vauzé
- Bétracq
- Cadillon
- Castillon-de-Lembeye
- Corbère-Abères
- Coslédaà-Lube-Boast
- Crouseilles
- Escurès
- Gayon
- Gerderest
- Lalongue
- Lannecaube
- Lasserre
- Lembeye
- Lespielle
- Luc-Armau
- Lucarré
- Lussagnet-Lusson
- Maspie-Lalonquère-Juillacq
- Momy
- Monassut-Audiracq
- Moncaup
- Monpezat
- Peyrelongue-Abos
- Samsons-Lion
- Séméacq-Blachon
- Simacourbe

## Supresión del cantón de Lembeye
En aplicación del Decreto n.º 2014-248 de 25 de febrero de 2014, el cantón de Lembeye fue suprimido el 22 de marzo de 2015 y sus treinta y una comunas pasaron a formar parte, treinta del nuevo cantón de Tierras del Luys y Laderas de Vic-Bilh y una del nuevo cantón de País de Morlaàs y de Montanérès.